# 팔라웅 자치구
팔라웅 자치구(버마어: ပလောင် ကိုယ်ပိုင်အုပ်ချုပ်ခွင့်ရ ဒေသ, Palaung Self-Administered Zone)는 미얀마의 자치구로서 북부 지역인 샨 주의 2개 군구가 떨어져 만들어졌다. 2008년 새 헌법이 통과되면서 신설되었다. 2010년 8월 20일 대통령령으로 반포되었다. 팔라웅족의 자치 기구이며 행정 중심지는 남샨이다.